# コロラド・ロッキーズ
コロラド・ロッキーズ（英語: Colorado Rockies、略称: COL）は、メジャーリーグベースボール（以下、MLB）ナショナルリーグ西地区所属のプロ野球チーム。本拠地はコロラド州デンバーにあるクアーズ・フィールド。チーム名の由来はロッキー山脈。

## 球団の歴史

### 1990年代
1991年に発足し、1992年のMLBエクスパンションドラフトを経て、1993年から参加で同年観客動員が4,483,350人でこれは大リーグ記録である。以降も、1998年まではメジャーでもトップの観客動員を記録し、2001年まではシーズン観客動員が300万人を超えるメジャー屈指の人気球団であった。1995年に現在の本拠地のクアーズ・フィールドが開場。FAで獲得したラリー・ウォーカーやMVP級のダンテ・ビシェットなどの活躍で同年には初のポストシーズン進出も成し遂げている。1997年8月にトッド・ヘルトンがメジャーデビューを果たした。

### 2000年代
2005年のMLBドラフト1巡目でトロイ・トゥロウィツキーを獲得した。
2006年は8月30日にトゥロウィツキーがメジャーデビューを果たした。
2007年は1995年以来のポストシーズン進出を果たす。ディビジョンシリーズを勝ち抜いてナショナルリーグチャンピオンシップシリーズ(NLCS)に進出、10月15日に地元デンバーにてアリゾナ・ダイヤモンドバックスにシリーズ4連勝でナショナルリーグを初優勝を果たし、球団創設以来、初めてとなるワールドシリーズ進出を決めた。現制度下でのプレーオフの7連勝はこれが初めて（ポストシーズン7連勝は1976年のシンシナティ・レッズ以来31年ぶり）。しかし、ボストン・レッドソックスとのワールドシリーズでは4連敗を喫して敗退した。
2008年のMLBドラフト2巡目でチャーリー・ブラックモンを獲得した。
2009年のMLBドラフト2巡目でノーラン・アレナドを獲得した。ワイルドカードで3度目のポストシーズン進出を果たすが、ディビジョンシリーズでフィラデルフィア・フィリーズに1勝3敗で敗退した。オフの11月にマット・ホリデイとのトレードでカルロス・ゴンザレス、ヒューストン・ストリートを獲得した。

### 2010年代
2010年オフの11月、トロイ・トゥロウィツキーと10年1億6000万ドルで契約延長。2011年1月、カルロス・ゴンザレスと7年8000万ドルで契約延長。
2011年のMLBドラフト1巡目でトレバー・ストーリーを獲得した。6月7日にはブラックモンがメジャーデビューを果たした。最終的に4位だった。
2012年は最下位だった。
2013年は4月28日にアレナドがメジャーデビューを果たした。トッド・ヘルトンが引退した。
2015年はフランチャイズプレイヤーだったトゥロウィツキーをブルージェイズへトレードした。最終的にチームからアレナドが本塁打王、打点王を獲得した。
2016年は4月4日の開幕戦でストーリーがメジャーデビューを果たした。最終的に2010年以来6年ぶりの3位に浮上。ワイルドカード争い6位につけるなど善戦したが、勝率は6年連続で5割を切った。チームからがアレナドが2年連続で本塁打王、打点王を獲得した。オフの12月にテキサス・レンジャーズからFAのイアン・デズモンドを5年総額7000万ドルで獲得した。
2017年は6月18日にアレナドがサイクル安打を達成した。最終的にブラックモンが首位打者を獲得し、OPS1.000を記録するなどMVP投票で5位に入る大活躍だった。1年契約で獲得したグレッグ・ホランドがセーブ王を獲得した。チームとしては2010年以来7年ぶりの勝率5割以上で2009年以来8年ぶりのワイルドカードを決め、4度目のポストシーズン進出を果たす。しかし、ダイヤモンドバックスとのワイルドカードゲームに敗れて敗退した。オフにウェイド・デービスを3年5200万ドル、ブライアン・ショウを3年2700万ドルで獲得し、ブルペンを強化した。
2018年4月、チャーリー・ブラックモンと6年1億800万ドルで契約延長。この年はアレナドが38本塁打で2年ぶり3度目の本塁打王を獲得し、3年目のトレバー・ストーリーが37本塁打などを記録。その他既存戦力のカルロス・ゴンザレス、ブラックモン、ルメイユなどが強力打線を支えた。投手陣ではカイル・フリーランドが球団史上2人目の2点台防御率かつ球団記録の2.85を記録し、リーグ4位タイの17勝を挙げた。14勝のヘルマン・マルケスは230奪三振で球団記録を更新し、12勝のジョン・グレイを加えて2桁勝利投手が3人生まれた。救援ではデービスが43セーブで球団記録を更新し、チームとしては2年連続、単独では初となる最多セーブを獲得した。チーム内最高打率がリーグ10位の.297（アレナド）で、3割打者が不在であったこともあり比較的投手力で戦い抜いたシーズンとなった。162試合終了時点でロサンゼルス・ドジャースと並んで地区首位だったため、163試合目としてタイブレーカー（en:2018 National League West tie-breaker game）を敵地で戦ったものの敗れ、2年連続ワイルドカードの地区2位となった。シカゴ・カブスとのワイルドカードゲームに勝利し、ディビジョンシリーズに進出した。しかし、ミルウォーキー・ブルワーズとのディビジョンシリーズに3連敗のスウィープで敗退した。オフの12月21日にカブスからFAとなっていたダニエル・マーフィーを獲得した。
2019年4月、ヘルマン・マルケスと5年4300万ドルで契約延長。6月13日から16日に行われた対サンディエゴ・パドレス戦（クアーズ・フィールド）の4連戦で、第1戦は9-6、第3戦は14-8でロッキーズが勝利し、第2戦は12-16、そして第4戦は13-14でパドレスが勝利。ともに2勝2敗の五分で4試合を戦い終えたが、この4試合で両チーム合わせて叩き出した計92点は1929年5月に行われたフィリーズ対ドジャースの88得点を抜き、MLBの歴史の中で4連戦で生まれた史上最多得点となった。また、第1戦は共に13安打ずつの計26安打、第2戦は延長12回までもつれ、ロッキーズが18安打の計39安打、第3戦は19安打の計32安打、第4戦は19安打の計34安打。4試合連続で両チームともに2桁安打を記録し、計131安打が乱れ飛び、歴史に残る大乱打戦シリーズとなった。

### 2020年代
2020年はシーズン開幕前の1月17日にラリー・ウォーカーが現役時代に身につけた背番号「33」が永久欠番とされることが発表された。1月21日にはウォーカーが球団史上初となるアメリカ野球殿堂入りを果たした。シーズンではCOVID-19の影響で60試合の短縮シーズンとなり、開幕直前の7月、共に中継ぎで3年契約の最終年だったジェイク・マギーとブライアン・ショウを放出した。ストーリーが盗塁王を獲得した。
2021年はシーズン開幕前の2月1日にフランチャイズプレイヤーだったアレナドをカージナルスへトレードした。シーズンでは7月4日に地元開催のオールスターゲームながら選手間投票でヘルマン・マルケスが唯一チームから選出された。C.J.クロンが8月のプレイヤー・オブ・ザ・マンスを受賞した。シーズン終了直後の10月、アントニオ・センザテラと5年5050万ドル、C.J.クロンと2年1450万ドルでそれぞれ契約延長。11月、エリアス・ディアス3年1450万ドルで契約延長。デビュー以来攻守の要だったトレバー・ストーリーは残留の意思がほとんどなく、FAでボストン・レッドソックスへ移籍した。
2022年開幕前の3月、サンフランシスコ・ジャイアンツからFAのクリス・ブライアントを7年総額1億8200万ドルの大型契約で獲得した。ライアン・マクマホン6年総額7000万ドルで契約延長。開幕後の4月、カイル・フリーランドと5年6450万ドルで契約延長。
2025年シーズンは40試合が終わった時点で2度の8連敗を含む7勝33敗の借金26と低迷し、特に5月10日の対サンディエゴ・パドレス戦では0対21という大敗を喫した。翌11日にバド・ブラック監督とマイク・レドモンドベンチコーチが解任され、三塁コーチのウォーレン・シュエファーが暫定監督、クリント・ハードル打撃コーチが暫定ベンチコーチに就任した。その後も勝利に恵まれず、6月1日には50敗に59試合目で到達するというMLB最速記録を更新した。

## チームの特徴

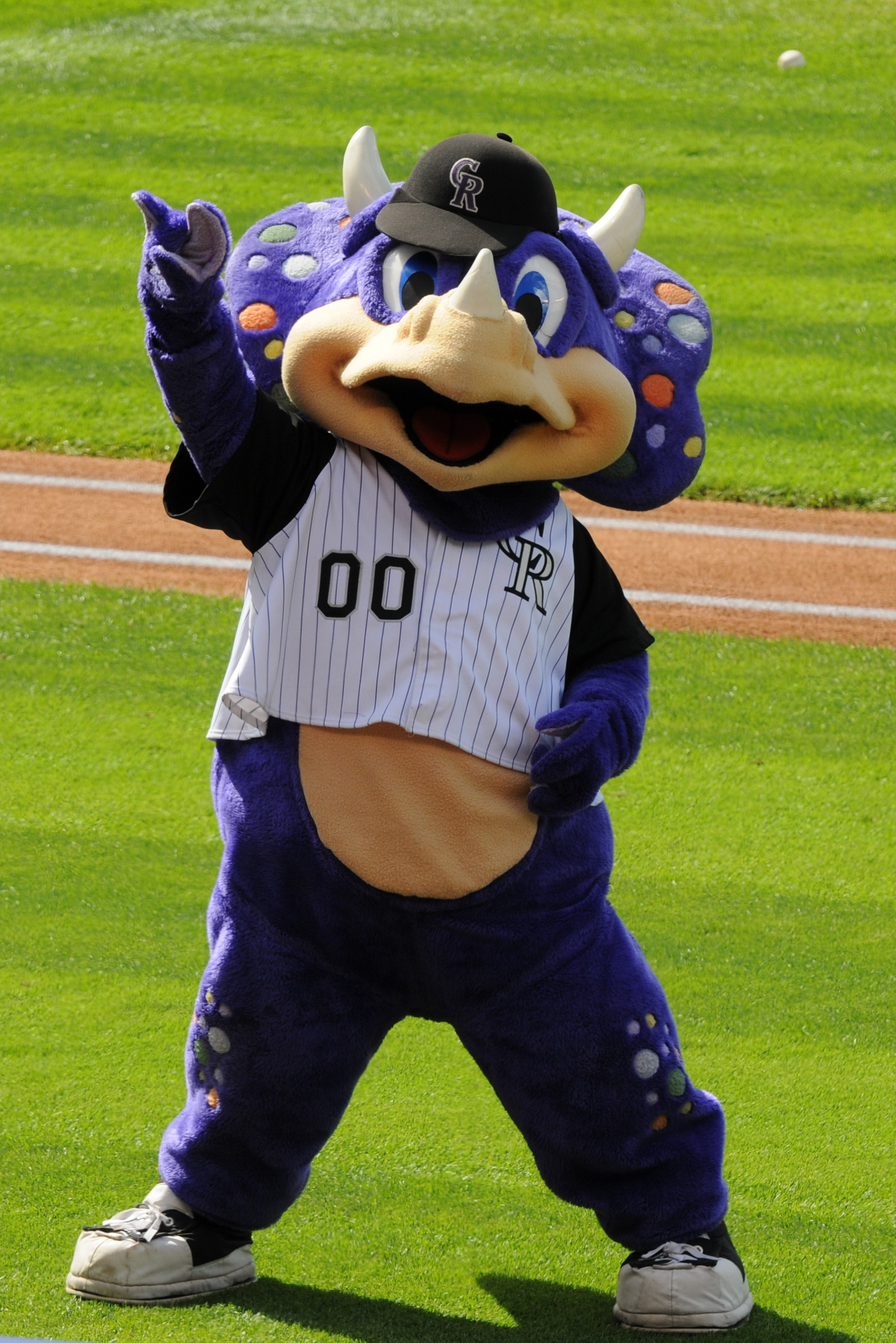
チームのマスコット“ディンガー”。

プロスポーツチームとしてはかなり異色の存在で、チームとしてキリスト教信仰を重視しており、ロッカールームやトレーニングルームからは俗世的な雑誌は排され、スポーツ雑誌などの他に聖書が置かれている。壁には聖書からの引用文などが掲げられ、日曜日にはチームで礼拝も行われる（任意参加）。
標高1600mと高地にあり、パークファクターの各指標値が高く、打球の飛びやすいクアーズ・フィールドを本拠地としているため、極端な打高投低のチームといえる。アンドレス・ガララーガ、ダンテ・ビシェット、ラリー・ウォーカー、ビニー・カスティーヤによる「ブレイク・ストリート・ボンバーズ（The Blake Street Bombers）」、トッド・ヘルトンやマット・ホリデイ、トロイ・トゥロウィツキー、カルロス・ゴンザレス、マイケル・カダイアー、ジャスティン・モルノー、ノーラン・アレナド、DJ・ルメイユ、チャーリー・ブラックモン、クリス・ブライアントなどの強打者が多く、1993年以来、首位打者11回、本塁打王6回、打点王9回をロッキーズの選手が受賞している（2018年シーズン終了時点）。シルバースラッガー賞の受賞者も多い。その反面、チーム防御率は毎年のように5点台を記録するなど散々な状況であり、投手部門での主要タイトルの受賞者は2016年まで一人もいない状況が続いていたが、2017年にはグレッグ・ホランドがセーブ王を獲得した。

## 選手名鑑

### アメリカ野球殿堂表彰者
- トッド・ヘルトン (Todd Helton)
- ジム・リーランド (Jim Leyland)（監督）
- ラリー・ウォーカー (Larry Walker)

### 永久欠番
| 番号 | 選手                                    | ポジション | 備考                 |
| ---- | --------------------------------------- | ---------- | -------------------- |
| 17   | トッド・ヘルトン (Todd Helton)          | 一塁手     | 2014年指定           |
| 33   | ラリー・ウォーカー (Larry Walker)       | 外野手     | 2021年指定           |
| 42   | ジャッキー・ロビンソン(Jackie Robinson) | 二塁手     | 全球団共通の永久欠番 |
| KSM  | ケリー • マクレガー (Keri McGregor)     | 球団社長   | 2010年指定           |

意図的に使用されていない番号
- 5 - カルロス・ゴンザレス
- 57 - ダリル・カイル

### 歴代監督
| 代 | 監督               | 期間    | 試合 | 勝利 | 敗戦 | 勝率 | PS | NL | WS |
| -- | ------------------ | ------- | ---- | ---- | ---- | ---- | -- | -- | -- |
| 1  | ドン・ベイラー     | 1993-98 | 909  | 440  | 469  | .484 | 1  | 0  | 0  |
| 2  | ジム・リーランド   | 1999    | 162  | 72   | 90   | .444 | 0  | 0  | 0  |
| 3  | バディ・ベル       | 2000-02 | 346  | 161  | 185  | .465 | 0  | 0  | 0  |
| 4  | クリント・ハードル | 2002-09 | 1159 | 534  | 625  | .461 | 1  | 1  | 0  |
| 5  | ジム・トレーシー   | 2009-12 | 602  | 294  | 308  | .488 | 1  | 0  | 0  |
| 6  | ウォルト・ワイス   | 2013-16 | 648  | 283  | 365  | .437 | 0  | 0  | 0  |
| 7  | バド・ブラック     | 2017-   | 547  | 275  | 272  | .502 | 2  | 0  | 0  |
| 代 | 監督               | 期間    | 試合 | 勝利 | 敗戦 | 勝率 | PS | NL | WS |

PSはポストシーズン進出、NLはナショナルリーグ制覇、WSはワールドシリーズ制覇。
（数字は2020年シーズン終了時）

### 歴代所属日本人選手
- 21 吉井理人 (2000)
- 16 マック鈴木 (2001)
- 16, 7 松井稼頭央 (2006 - 2007)

## チーム記録

### 通算記録
- 打率: .334、ラリー・ウォーカー (Larry Walker)
- 本塁打: 369、トッド・ヘルトン (Todd Helton)
- 打点: 1406、トッド・ヘルトン (Todd Helton)
- 盗塁: 180、エリック・ヤング・シニア (Eric Young Sr.)
- 勝利: 86、ホルヘ・デラロサ (Jorge De La Rosa)
- 奪三振: 985、ホルヘ・デラロサ (Jorge De La Rosa)
- 防御率: 4.14、カイル・フリーランド (Kyle Freeland)
- セーブ: 115、ブライアン・フエンテス (Brian Fuentes)

※2019年シーズン終了時点。

### シーズン記録
- 打率: .379 (1999年)、ラリー・ウォーカー (Larry Walker)
- 本塁打: 49 (2001年)、トッド・ヘルトン (Todd Helton)
- 打点: 150 (1996年)、アンドレス・ガララーガ (Andrés Galarraga)
- 盗塁: 68 (2008年)、ウィリー・タベラス (Willy Taveras)
- 勝利: 19 (2010年)、ウバルド・ヒメネス (Ubaldo Jiménez)
- 奪三振: 230 (2018年)、ヘルマン・マルケス (German Marquez)
- 防御率: 2.85 (2018年)、カイル・フリーランド (Kyle Freeland)
- セーブ: 43 (2018年)、ウェイド・デービス (Wade Davis)

※2019年シーズン終了時点

## 傘下マイナーチーム
| クラス | チーム                                                               | 参加リーグ                                          | 提携   | 本拠地                                                                              |
| ------ | -------------------------------------------------------------------- | --------------------------------------------------- | ------ | ----------------------------------------------------------------------------------- |
| AAA    | アルバカーキ・アイソトープス Albuquerque Isotopes                    | パシフィックコーストリーグ Triple-A West            | 2015年 | ニューメキシコ州アルバカーキ アイソトープス・パーク                                 |
| AA     | ハートフォード・ヤードゴーツ Hartford Yard Goats                     | イースタンリーグ Double-A Northeast                 | 2015年 | コネチカット州ハートフォード ダンキンドーナツ・パーク                               |
| High-A | スポケーン・インディアンス Spokane Indians                           | ノースウェストリーグ High-A West                    | 2021年 | ワシントン州スポケーンバレー アビスタ・スタジアム                                   |
| Low-A  | フレズノ・グリズリーズ Fresno Grizzlies                              | カリフォルニアリーグ Low-A West                     | 2021年 | カリフォルニア州フレズノ グリズリーズ・スタジアム                                   |
| Rookie | アリゾナコンプレックスリーグ・ロッキーズ Grand Junction Rockies      | アリゾナコンプレックスリーグ Arizona Complex League | 2021年 | アリゾナ州スコッツデール ソルト・リバー・フィールズ・アット・トーキング・スティック |
| Rookie | ドミニカン・サマーリーグ・ロッキーズ Dominican Summer League Rockies | ドミニカン・サマーリーグ Dominican Summer League    | 1997年 | ドミニカ共和国 ラス・アメリカス                                                     |